# Кубок Піренеїв з футболу
Кубок Піренеїв — футбольний турнір, що проходив між 1910 і 1914 роками за участю іспанських і французьких клубів, які базуються на території Піренеїв (Каталонія, країна Басків, Лангедок, Південь-Піренеї і Аквітанія).
Кубок був одним з перших міжнародних футбольних змагань в Європі. Турнір був зупинений через початок Першої Світової війни в 1914 році.

## Історія
| Рік  | Місце     | Чемпіон             | Друге               | Результати |
| ---- | --------- | ------------------- | ------------------- | ---------- |
| 1910 | Сет       | Барселона           | Реал Сосьєдад       | 2-1        |
| 1911 | Тулуза    | Барселона           | Бон Га Бордо        | 4-0        |
| 1912 | Тулуза    | Барселона           | Стад Бордле         | 5-3        |
| 1913 | Барселона | Барселона           | Комет Сімот (Бордо) | 7-2        |
| 1914 | Барселона | Еспанія (Барселона) | Комет Сімот (Бордо) | 3-1        |

## По клубах
| Клуб                | Чемпіонат | Призери |
| ------------------- | --------- | ------- |
| Барселона           | 4         | 0       |
| Еспанія (Барселона) | 1         | 0       |
| Комет Сімот (Бордо) | 0         | 2       |
| Бон Га Бордо        | 0         | 1       |
| Реал Сосьєдад       | 0         | 1       |
| Стад Бордле         | 0         | 1       |

## Титули по регіонах
| Клуб          | Чемпіонат | Призери |
| ------------- | --------- | ------- |
| Каталонія     | 5         | 0       |
| Аквітанія     | 0         | 4       |
| Країна Басків | 0         | 1       |